# Johanniskirche (Plön)

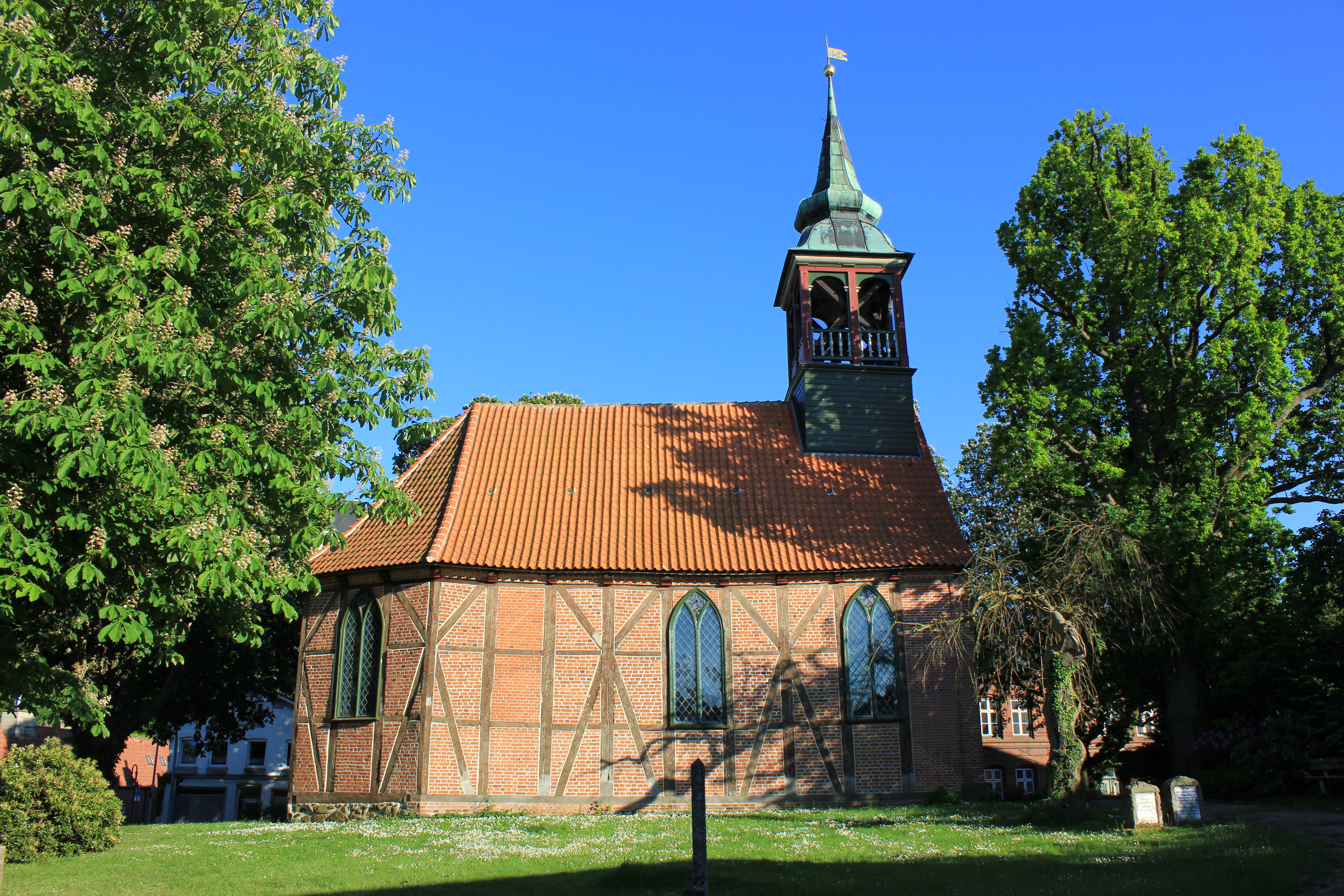
Johanniskirche Plön

Die Johanniskirche in Plön wurde 1685 im Zusammenhang mit der Gründung der Plöner Neustadt durch Herzog Hans Adolf als eigenständige Kirchspielkirche gegründet. Die Fachwerkkirche ist ein gelistetes Baudenkmal.

## Geschichte
Die Stadtverwaltung der Plöner Neustadt – bis 1847 eine eigenständige Stadt – ließ im Auftrag des Herzogs 1685 für die Bediensteten und Handwerker am Hof sowie für Glaubensflüchtlinge ein eigenes Kirchengebäude errichten. Das barocke Haus entstand im damals verbreiteten Fachwerkstil. Die Westwand musste jedoch wegen starker Verwitterung im 19. Jahrhundert erneuert werden. Die Kirchengemeinde entschied sich für eine Mauer aus Backsteinen. Außerdem wurde 1861 das Innere durch den Einbau neuer Spitzbogenfenster im Stile der Neugotik verändert. Dieser Umgestaltung folgte 1910 auch das übrige Innere, darunter besonders der Chorraum. Trotzdem blieben ursprüngliche Farbgebungen über die Jahre hindurch im Wesentlichen erhalten.
Auguste Viktoria, die letzte deutsche Kaiserin, hielt sich mit ihren Kindern am Ende des 19. Jahrhunderts in Plön auf und stiftete für jeden ihrer sechs Söhne, für ihre Tochter und sich selbst je einen aus Messing gefertigten Wandleuchter (Blaker). Die Namen der Familie und die Daten ihres Aufenthalts sind im oberen Teil der Wandleuchter eingraviert.
Die Kirchengemeinden Plön-Altstadt und Plön-Neustadt wurden 1934 vereinigt.

## Beschreibung

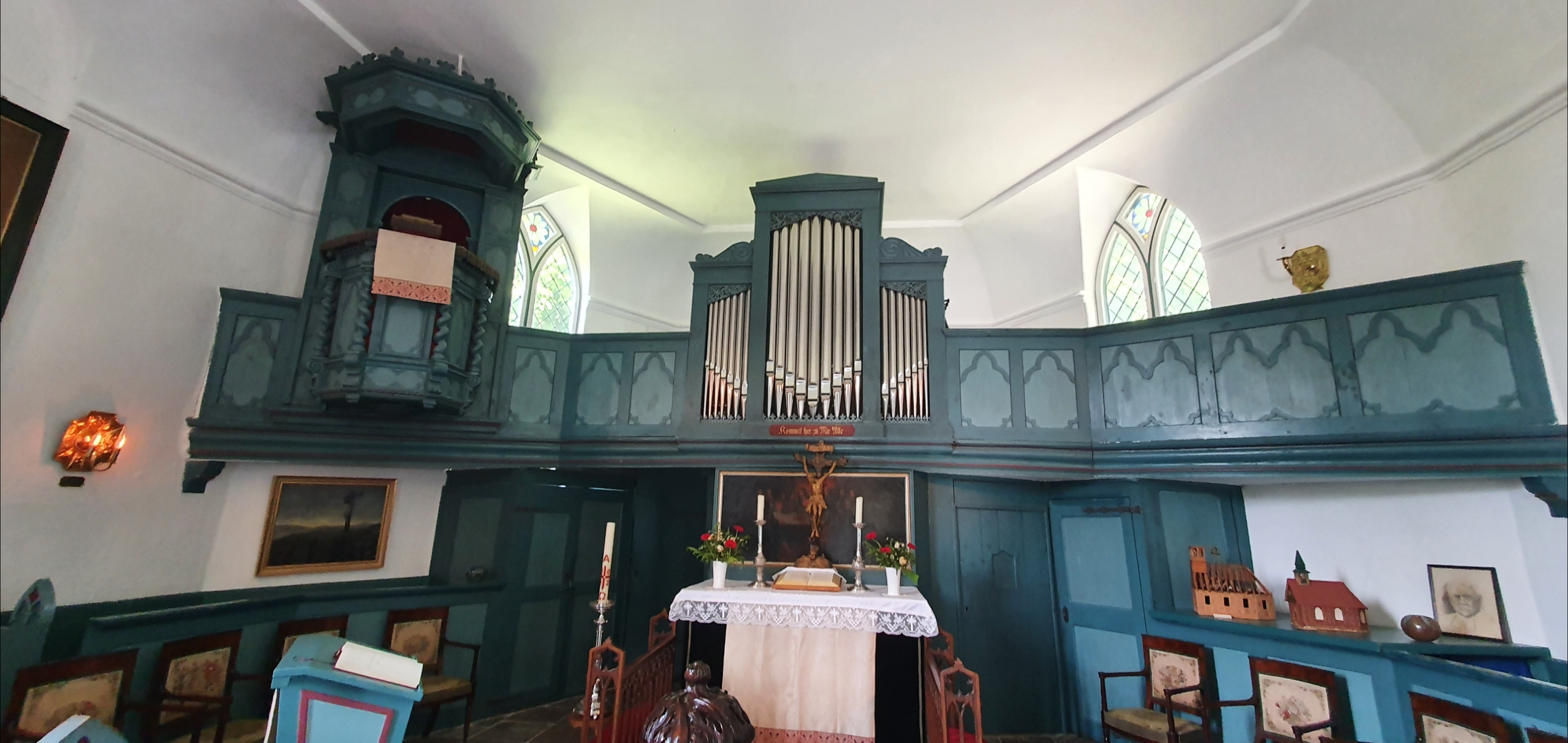
Innenraum mit Orgel (2022)

Die Johanniskirche ist eine Fachwerk-Saalkirche mit dreiseitigem polygonalen Schluss. Sie hat folgende Grundrissmaße: 18 m lang, 9 m breit und ist 6 m hoch.  
Die Kanzel, die Balustraden der Empore und die Wangen der Kirchenbänke zeigen neugotische farbige Schmuckornamente, die ebenfalls am Ende des 19. Jahrhunderts angebracht wurden.
Kanzel, Altar und Orgel bilden eine bauliche und gestalterische Einheit, die „als Ausdruck der gemeinsamen Verantwortung für die Verkündigung des Evangeliums im Abendmahl (Altar), durch den Predigtdienst (Kanzel) und die ‚musica sacra‘ (Orgel)“ gilt. Bemerkenswert sind das hölzerne geschnitzte Altarkreuz, im Stil der Ahrensböker Astkreuze ausgeführt sowie der Körper des Taufbeckens, mit Akanthus-Schnitzerei verziert, der eine Distel darstellt. Kruzifix und Taufe gehörten zur Erstausstattung des Gotteshauses.
Die Orgel von Johann Daniel Busch hat sieben Register auf einem Manual (C-f3: Principal 8', Salicional 8', Gedackt 8', Octave 4', Flöte 4', Octave 2', Cornet IV). Das Pedal (C-d1) ist angehängt. Die Spiel- und Registertrakturen sind mechanisch.
Der Glockenturm mit einem Zwiebeldach ist dem Kirchenschiff als Dachreiter aufgesetzt. Er hat ein offenes Glockengeschoss.
An der Außenmauer der Kirche befindet sich der Grabstein des in Plön berühmt gewesenen Schwarzen Trompeters Christian Gottlieb, der als Erster in der Kirche bestattet wurde.